# Kościół św. Anny i św. Jana Chrzciciela w Końskich
Kościół świętej Anny i świętego Jana Chrzciciela w Końskich – rzymskokatolicki kościół parafialny znajdujący się w mieście Końskie, w województwie świętokrzyskim. Należy do dekanatu koneckiego diecezji radomskiej.

## Historia

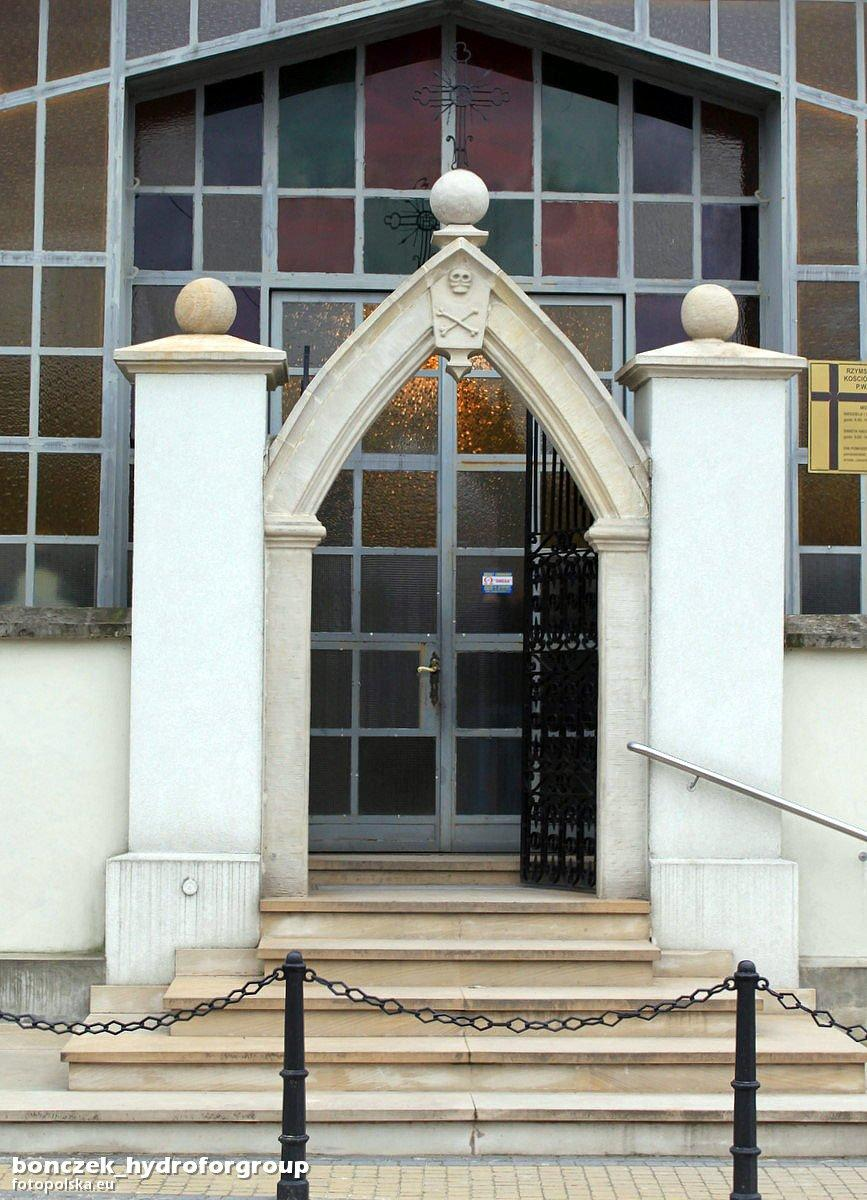
Wejście do świątyni

Świątynia została zbudowana około 1770 roku i ufundowana przez Jana Fajgla, burgrabiego krakowskiego. Nosiła wtedy wezwanie świętego Jana Chrzciciela. Budowla została poświęcona w 1778 roku. kościół został wzniesiony jako kaplica dworska, w której były odprawiane nabożeństwa dla rodziny Małachowskich, a później Tarnowskich. Około 1820 roku władze rosyjskie umieściły w kościele arsenał - magazyn broni i amunicji dla wojska stacjonującego w miejscowym garnizonie. W 1828 roku ksiądz Antoni Zwoleński, proboszcz w Końskich, przywrócił świątynię zwaną kościołem cmentarnym, bo w jego otoczeniu w 1777 roku powstał cmentarz grzebalny, dla kultu religijnego. W 1913 roku budowla została częściowo zniszczona przez pożar, w 1918 roku została odbudowana dzięki staraniom hrabiny Anny z Branickich Tarnowskiej. Od tego czasu kościół nosi drugie wezwanie: świętej Anny. Podczas odbudowy w głównym ołtarzu została umieszczona kopia obrazu Matki Bożej Dzikowskiej, podarowana przez hrabiego Zdzisława Tarnowskiego. Po II wojnie światowej świątynia przeszła pod opiekę parafii. Dla ułatwienia okolicznym mieszkańcom od 1970 roku odprawiano w niej Msze Święte w niedziele, a następnie w dni powszednie, jak i we wszystkie nabożeństwa okresowe. W dniu 5 listopada 1986 roku przy kościele została powołana parafia przez biskupa Edwarda Materskiego. W latach 1994–1996, dzięki staraniom księdza Czesława Bieńka, świątynia została rozbudowana.